# آرامگاه ملک سبز علی صاحب
آرامگاه ملک سبزعلی صاحب ساختمانی تاریخی است در استان لوگر کشور افغانستان. این ساختمان به صورت گنبدی از خشت پخته بنا شده و در حدود پنج کیلومتری شمال شرقی استان لوگر قرار دارد. حدود چهل درصد از این بنا در اثر جنگ‌های داخلی افغانستان ویران شده است.